# Gemsstock
Gemsstock är en bergstopp i Schweiz.   Den ligger i kantonen Uri, i den centrala delen av landet, 100 km öster om huvudstaden Bern. Toppen på Gemsstock är 2 961 meter över havet, eller 297 meter över den omgivande terrängen. Bredden vid basen är 2,5 km.
Terrängen runt Gemsstock är bergig åt nordost, men åt sydväst är den kuperad. Runt Gemsstock är det glesbefolkat, med 17 invånare per kvadratkilometer.. Närmaste större samhälle är Airolo, 8,2 km söder om Gemsstock. 
Trakten runt Gemsstock består i huvudsak av gräsmarker.